# سینه‌سرخ زمینی مهتر
سینه‌سرخ زمینی مهتر (نام علمی: Amalocichla sclateriana) نام یک گونه از سرده سینه‌سرخ‌های زمینی است.